# Tasha Suri
Tasha Suri – brytyjska pisarka fantasy i była bibliotekarka akademicka. Jej debiutancka powieść Cesarstwo Piasku zdobyła nagrodę the Best Newcomer w trakcie British Fantasy Awards w 2019 i trafiła na listę magazynu „Time” w 2020 jako jedna z najlepszych powieści fantasy wszech czasów. W 2022 jej powieść Jaśminowy tron zdobyła World Fantasy Award w kategorii najlepsza powieść. Tworzy również powieści young adult.

## Życiorys
Urodziła się w Harrow w Londynie, w rodzinie Pendżabczyków; często wracała do Indii na wakacje. Studiowała język angielski i kreatywne pisanie na University of Warwick. Pracowała jako bibliotekarka akademicka w Imperial College w Londynie, aktualnie pracuje jako pisarka na pełen etat.
Suri mieszka w Londynie wraz ze swoją rodziną, kotem i dwoma królikami. Identyfikuje się jako osoba queerowa. 

## Twórczość

### Cykl Kroniki Ambhy
- Cesarstwo piasku (ang. Empire of Sand, 2018), ISBN 978-83-7964-736-1
- Kraina popiołu (ang. Realm of Ash, 2019), ISBN 978-83-7964-772-9

### Cykl Płonące królestwo
- Jaśminowy tron (ang. The Jasmine Throne, 2021), ISBN 978-83-7964-864-1
- Oleandrowy miecz (ang. The Oleander Sword, 2022), ISBN 978-83-7964-972-3
- The Lotus Empire (2024), ISBN 978-0-316-47291-3

### Pojedyncze powieści
- What Souls Are Made Of: A Wuthering Heights Remix (2022), ISBN 978-1-250-77350-0
- Doctor Who - The Decades Collection - 1970's - The Cradle (2023), ISBN 1-4059-5696-8